# Хаупт, Габриэль
Габриэль Хаупт урождённая Нобис (нем. Gabriele Haupt; 1 марта 1942 года, Цвиккау) — восточногерманская лыжница, призёрка чемпионата мира.

## Карьера
На Олимпийских играх 1972 года в Саппоро заняла 18-е место в гонке на 10 км, 20-е место в гонке на 5 км и 5-е место в эстафете.
На чемпионате мира 1970 года в Высоких Татрах завоевала серебряную медаль в эстафетной гонке, кроме того была 15-й в гонке на 5 км и 19-й в гонке на 10 км.